# Szalacsi Sándor
Szalacsi Sándor (1951 körül) az első magyar internetes hírességek egyike. Egy róla készült televíziós felvétel tette híressé, és rövid idő alatt bejárta az országot.

## A felvétel
Az 1989-es felvétel Bogdányi Ferenc amatőr filmjéhez készült a Szabolcs-Szatmár-Bereg megyei Kocsordon, ahol egy helyi lakos, Fogarasi Árpád atombunkert épített a kertjében. A rendező úgy gondolta, érdemes lenne erről riportot készíteni, és elindult, hogy a falubeliek véleményét kérdezze a dologról. Így került kamerája elé Szalacsi Sándor. A film 2002 körül került fel az internetre, és gyorsan elterjedt, több zene, videó és flash játék ihletője lett.
Szalacsinak a filmen elhangzott több szófordulata is gyorsan szállóigévé vált, mint például a „jómunkásember”, „ojjektum”, „a vízbül veszi ki a zokszigént”, „háromszázezer/harmincezer litér”, „nem… igen… az ellen nem véd”, „kéremkapcsojjaki”, „Teccikérteni?”. Alakja hamar az ezredforduló internetalapú digitális „népművészetének” motívumává vált.

## További élete
Szalacsi Sándor később 5-6 évet börtönben ült túlzott önvédelem miatt, miután megölte a feleségét. 2003. május 31. óta egy nyíregyházi szeretetotthonban él, ahová rajongói segítségével került be. 2010-ben több mint 700 000 Ft-ot gyűjtöttek össze neki önkéntes adakozással, amelyből elektromos kerekesszéket kapott, félretettek neki további kiadásokra, sőt az árvízkárosultaknak is felajánlott százezer Ft-ot, és Fogarasi Árpádnak is jutott belőle némi adomány.